# William Norton
William Norton (irisch Liam Ó Neachtain; * 1900; † 4. Dezember 1963) war ein irischer Politiker der Irish Labour Party sowie stellvertretender Premierminister (Tánaiste).

## Biografie
William Norton wurde am 18. Februar 1926 bei einer Nachwahl in den Dáil Éireann, das Unterhaus des irischen Parlaments, gewählt und gehörte ihm bis zu seinem Tod an. Bereits 1932 wurde er als Nachfolger von Thomas J. O’Connell Vorsitzender der Irish Labour Party. Als solcher unterstützte er Éamon de Valeras erste Fianna-Fáil-Regierung, die ein Programm sozialer Reformen versprach, das den Vorstellungen der Labour Party entsprach. Unter seiner Führung hatte es in den 1940er Jahren den Anschein, dass die Labour Party Fine Gael als stärkste Oppositionspartei ablösen könnte. Schließlich erreichte sie bei der Wahl 1943 17 Sitze – das bisher beste Ergebnis. Allerdings war seine Amtszeit als Parteivorsitzender in dieser Zeit auch vom Streit zwischen den Gewerkschaftsführern James Larkin und William X. O’Brien geprägt, die sich 1944 im Austritt von O’Brien aus der Labour Party und der nachfolgenden Gründung der National Labour Party zuspitzten.
Nach der Wahlniederlage der Fianna Fáil-Regierung unter de Valera bei den Unterhauswahlen 1948 bildete die Labour Party zusammen mit der Fine Gael unter John A. Costello eine Koalitionsregierung, in der Norton von Februar 1948 bis Juni 1951 stellvertretender Premierminister (Tánaiste) sowie Minister für soziale Wohlfahrt war.
Zwischen Juni 1954 und März 1957 war er erneut stellvertretender Premierminister sowie diesmal Minister für Industrie und Handel im zweiten Kabinett von Costello. 1960 übergab er schließlich das Amt des Parteivorsitzenden der Irish Labour Party an Brendan Corish.
Bei der durch seinen Tod nötig gewordenen Nachwahl wurde Terence Boylan am 19. Februar 1964 in den 17. Dáil Éireann gewählt.